# Cambridge Bay Airport

i7
i11
i13
Der Cambridge Bay Airport (IATA-Code: YCB, ICAO-Code: CYCB) befindet sich nahe Cambridge Bay, Nunavut und wird von der Regierung des Territoriums Nunavut betrieben.

## Geschichte
Im Dezember 2005 wurde bekannt, dass die Regierung Nunavuts 18 Mio. CAD aufwenden möchte, um die Piste zu asphaltieren.
Am 14. Mai 2008 ließ der Premierminister von Nunavut mitteilen, dass die Piste im Verlauf der nächsten drei Jahre verlängert und verbreitert werden soll.

## Zwischenfälle
- Am 2. April 1957 schlug eine Douglas C-124A Globemaster II der United States Air Force (USAF) (Luftfahrzeugkennzeichen 51-5176) im Endanflug auf den Flughafen Cambridge Bay gegen einen Kieswall und wurde irreparabel beschädigt. Es gab keine Todesfälle.[4]